# Кілупула
Кілупу́ла (англ. Kilupula) — традиційна громада у складі дистрикту Каронга Північного регіону Малаві.
Населення — 78424 особи (2018).